# Relações entre Portugal e Rússia
As relações entre Portugal e Rússia são as relações diplomáticas estabelecidas entre a República Portuguesa e a Federação Russa. Portugal tem uma embaixada em Moscovo enquanto que a Rússia tem uma embaixada em Lisboa.
Os países são os mais orientais e os mais ocidentais da Europa, e ambos têm uma forte relação um com o outro. Ambos os países são membros inteiros do Conselho da Europa e da Organização para a Segurança e Cooperação na Europa.

## História
Grandes, de nível embaixatorial, diplomáticas relações entre Portugal e o Império Russo datam de 1779. Anteriormente, em 1724, comerciantes portugueses apelaram a Pedro I da Rússia para estabelecer missões de troca. Pedro respondeu com a nomeação de um cônsul em Lisboa. Não existe nenhuma prova, contudo, de que o consulado em Lisboa foi estabelecido naquele tempo. Trocas entre os dois países desenvolveram-se lentamente, e o consulado em Lisboa finalmente abriu em 1769, governado por João António Borscher, um banqueiro Germano-Português de Hamburgo. Borscher não estava intensamente interessado em promover os interesses dos negócios Portueses, e as trocas entre os dois países tornaram-se insignificantes.
Em setembro de 1779, Maria I de Portugal nomeou o antigo embaixador da Holanda, Francisco José Horta Macedo, como embaixador de Portugal na Rússia com sede em São Petesburgo. Catarina II da Rússia respondeu nomeando Conde Wilhelm Nesselrode como embaixador em Portugal. Os contactos resultaram na Primeira Liga da Neutralidade Armada em 1782 e no Tratado Comercial de 1787. Em 1799, os dois países assinaram uma aliança defensiva que não precipitou numa ação militar direta.
A maior parte do século XIX, as relações mantiveram-se sem intercorrências, ganhando impulso na última década do século quando a Marinha Imperial Russa regularmente usou portos portugueses para reabastecimento. A equipa do iate imperial Tsesarevna, em particular, foi saudada pela sua ação contra o incêndio de 1895 que abalou a Assembleia da República. No entanto, durante a Guerra Russo-Japonesa em 1904, Portugal aliou com o Reino Unido e recusou a Marinha Russa de reabastecer nos seus portos.
Depois da Revolução de Fevereiro de 1917 na Russia, as relações entre os dois países foram cortadas em 1918. Portugal não manteria quaisquer relações diplomáticas com a URSS durante o final da I República, a Ditadura Militar e o Estado Novo. As relações foram apenas restabelecidas em 1974 com a Revolução de 25 de Abril de 1974 em Portugal. Depois do fim da União Soviética, em 1991, Portugal manteve as mesmas relações diplomáticas com a Rússia.